# Landschaftsschutzgebiet Paderborner Hochfläche

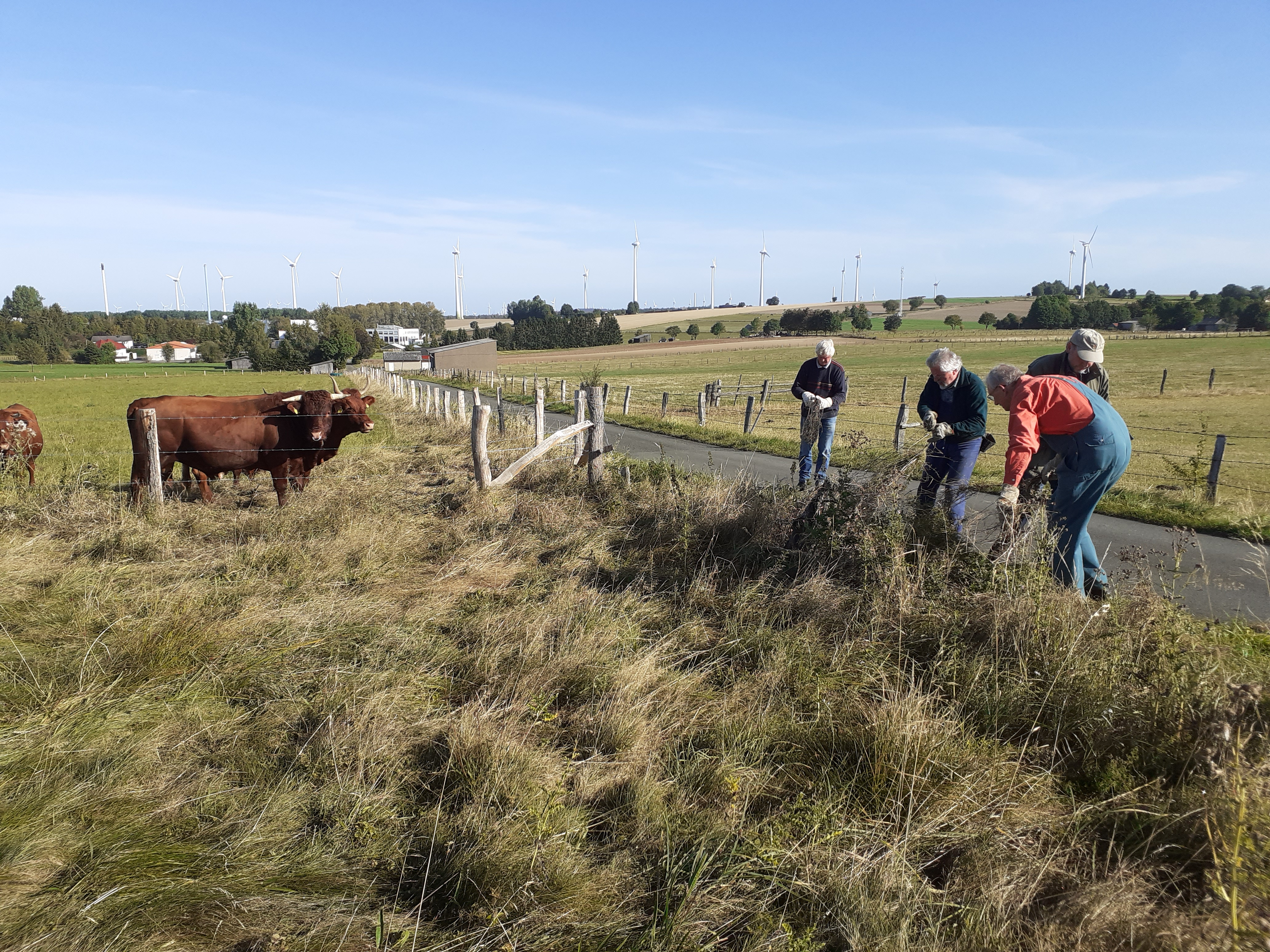
Arbeitseinsatz des VNV im Naturschutzgebiet Auf dem Bruch links des Weges, rechts des Weges Landschaftsschutzgebiet Paderborner Hochfläche

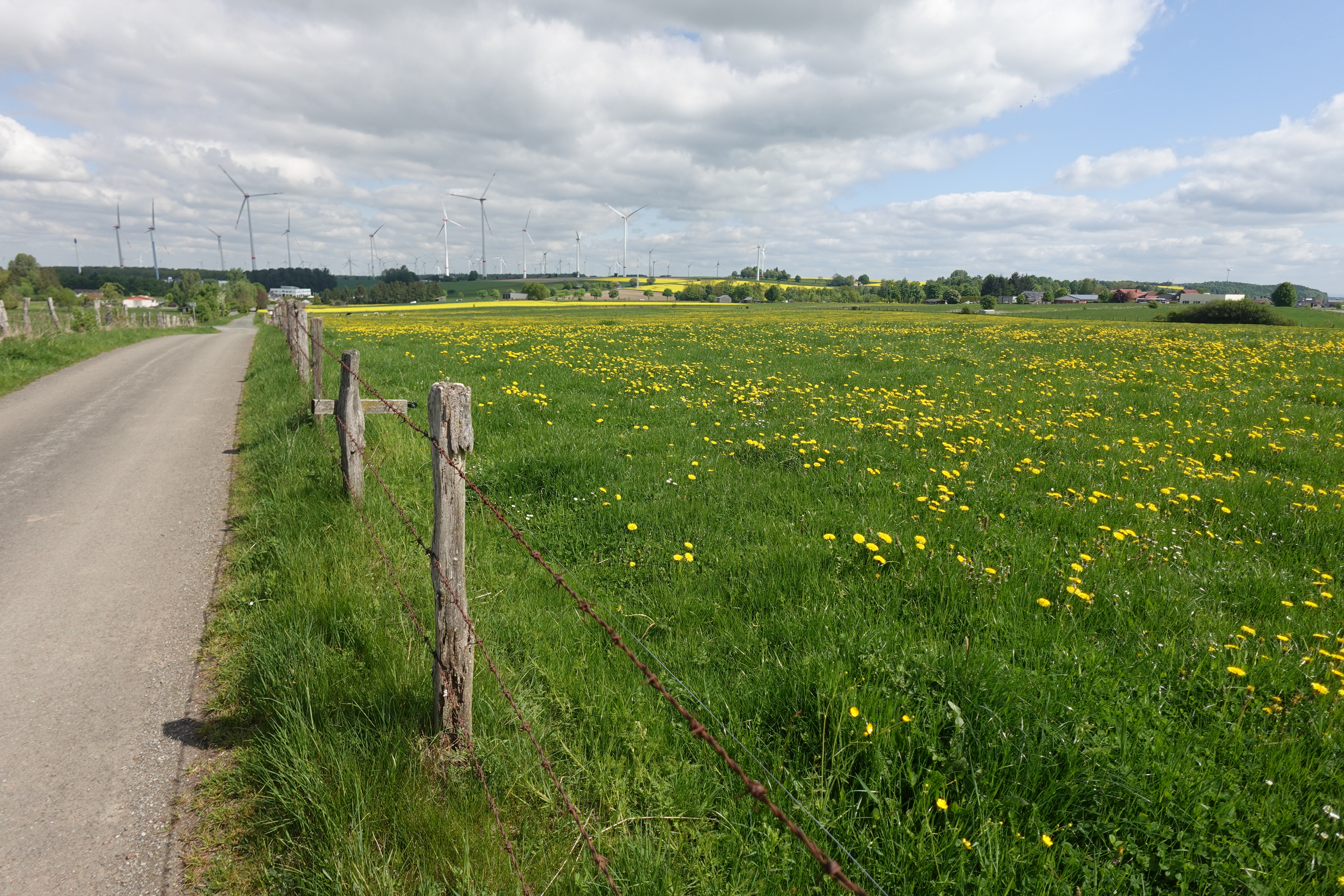
Landschaftsschutzgebiet Paderborner Hochfläche

Das Landschaftsschutzgebiet Paderborner Hochfläche mit 1036,87 ha liegt im Stadtgebiet von Marsberg und im Hochsauerlandkreis. Das Gebiet wurde 2008 mit dem Landschaftsplan Marsberg durch den Kreistag des Hochsauerlandkreises als Landschaftsschutzgebiet (LSG) ausgewiesen. Das LSG wurde als Landschaftsplangebiet vom Typ B, Ortsrandlagen, Offenland- und Kulturlandschutz, ausgewiesen. 

## Beschreibung
Das LSG besteht aus vier Teilflächen um die Dörfer Meerhof und Essentho bzw. zwischen ihnen. Das LSG gehört zur Paderborner Hochfläche. Im Westen und Norden geht das LSG bis zur Kreisgrenze. Im LSG befinden sich landwirtschaftliche Offenlandbereiche, die meist als Acker genutzt werden, und große Windparks. Es wurden zahlreiche Windkraftanlagen im Gebiet gebaut. In den Ortsrandlagen von Essentho und Meerhof und der Bereich Kesseberg westlich Oesdorf weisen eine relativ kleine Parzellierung mit Feldgehölzen noch naturnahe Kleinstrukturen auf. Darunter fallen insbesondere viele knorrig gewachsene, häufig vielstämmige alte Hainbuchen an ehemaligen Viehtriften auf.

## Schutzzweck
Die Ausweisung erfolgte zur Sicherung der Vielfalt und Eigenart der Landschaft im Nahbereich der Ortslagen und der alten landwirtschaftlichen Vorranggebiete durch Offenhaltung, ferner auch wegen der besonderen Bedeutung für die Erholung.

## Rechtliche Vorschriften
Wie in den anderen Landschaftsschutzgebieten im Stadtgebiet besteht im LSG ein Verbot, Bauwerke zu errichten. Vom Verbot ausgenommen sind Bauvorhaben für Gartenbaubetriebe, Land- und Forstwirtschaft. Die Untere Naturschutzbehörde kann Ausnahmegenehmigungen für Bauten aller Art erteilen. Wie in den anderen Landschaftsschutzgebieten vom Typ B in Meschede besteht im LSG ein Verbot der Erstaufforstung sowie ein Verbot, Weihnachtsbaum-, Schmuckreisig- und Baumschul-Kulturen anzulegen. Es besteht das Gebot, das LSG durch landwirtschaftliche Nutzung oder geeignete Pflegemaßnahmen von Bewaldung frei zu halten.